# کاپیواری د بایکسو
کاپیواری د بایکسو (به پرتغالی: Capivari de Baixo) یک شهرداری در برزیل است که در سانتا کاتارینا واقع شده‌است. کاپیواری د بایکسو ۵۳٫۱۶۵ کیلومتر مربع مساحت و ۲۵٬۱۷۷ نفر جمعیت دارد و ۱۰۰ متر بالاتر از سطح دریا واقع شده‌است.